# Vila Nova de Gaia

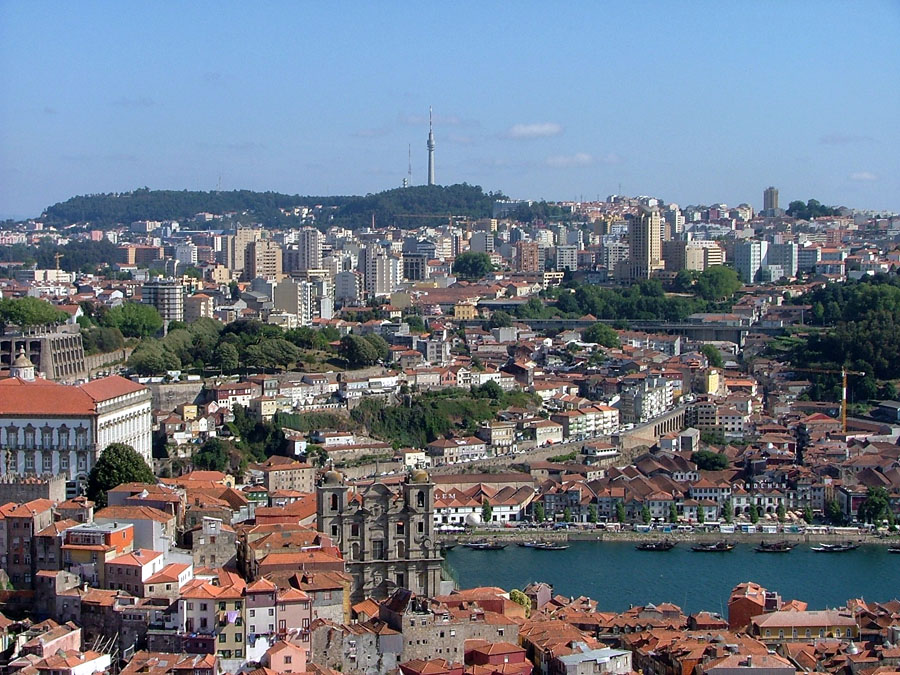
Vila Nova de Gaia widziana przez pryzmat Porto

Vila Nova de Gaia – miasto w północnej Portugalii, w dystrykcie Porto, położone na południowym brzegu rzeki Duero, nad jej ujściem do Oceanu Atlantyckiego, naprzeciw miasta Porto.

## Położenie
Miasto jest położone na lewym brzegu rzeki Duero. Jest siedzibą władz powiatowych (municipio) oraz powiatu o tej samej nazwie, ma powierzchnię 170,82 km² i 302 296 mieszkańców (2011 r.), jest podzielone na 24 sołectwa (freguesias). Obszar graniczy przez rzekę z miastem Porto, na północnym wschodzie z Gondomar. Od strony południowej styka się z powiatami (municipios) Santa Maria da Feira i Espinho, od strony zachodniej graniczy z Oceanem Atlantyckim. Miastu nadano prawa miejskie 28 czerwca 1984.

## Historia
Znane w świecie miejsce, w którego licznych piwnicach i magazynach butelkuje się wino typu porto, tradycyjnie spławiane tam rzeką z regionu Alto Douro. Na przestrzeni wieków miejscowość zamieszkiwała liczna grupa angielskich kupców, którym z uwagi na specjalnie zawyżane ceny nie opłacało się kupować win francuskich (szczególnego znaczenia handel z Portugalią nabrał, gdy w czasie wojen napoleońskich Francja wstrzymała eksport win do Wielkiej Brytanii). Obecność Anglików dała się zaznaczyć w nazwach firm produkujących obecnie porto (np. Sandeman, Taylor, Offley).

## Zabytki
- Klasztor Serra do Pilar, dawny klasztor augustiański, unikalny ze względu na okrągły plan kościoła i krużganku. w 1996 roku wpisany na listę światowego dziedzictwa UNESCO jako część historycznego centrum Porto[2].

## Demografia
| Populacja Vila Nova de Gaia (1801–2011) | Populacja Vila Nova de Gaia (1801–2011) | Populacja Vila Nova de Gaia (1801–2011) | Populacja Vila Nova de Gaia (1801–2011) | Populacja Vila Nova de Gaia (1801–2011) | Populacja Vila Nova de Gaia (1801–2011) | Populacja Vila Nova de Gaia (1801–2011) | Populacja Vila Nova de Gaia (1801–2011) | Populacja Vila Nova de Gaia (1801–2011) | Populacja Vila Nova de Gaia (1801–2011) |
| --------------------------------------- | --------------------------------------- | --------------------------------------- | --------------------------------------- | --------------------------------------- | --------------------------------------- | --------------------------------------- | --------------------------------------- | --------------------------------------- | --------------------------------------- |
| 1801                                    | 1849                                    | 1900                                    | 1930                                    | 1960                                    | 1981                                    | 1991                                    | 2001                                    | 2004                                    | 2011                                    |
| 24 675                                  | 43 454                                  | 74 072                                  | 102 950                                 | 157 357                                 | 226 331                                 | 248 565                                 | 288 749                                 | 300 868                                 | 302 296                                 |

## Sołectwa (Freguesias)
Ludność wg stanu na 2011 r.
- Arcozelo – 14 352 osoby
- Avintes – 11 497 osób
- Canelas – 13 459 osób
- Canidelo – 27 769 osób
- Crestuma – 2621 osób
- Grijó – 10 578 osób
- Gulpilhares – 11 341 osób
- Lever – 2794 osoby
- Madalena – 10 040 osób
- Mafamude (Vila Nova de Gaia) – 38 544 osoby
- Olival – 5812 osób
- Oliveira do Douro – 22 383 osoby
- Pedroso – 18 714 osób
- Perozinho – 6359 osób
- Sandim – 5938 osób
- São Félix da Marinha – 12 706 osób
- São Pedro da Afurada (Vila Nova de Gaia) – 3568 osób
- Seixezelo – 1712 osób
- Sermonde – 1360 osób
- Serzedo – 7891 osób
- Valadares – 10 678 osób
- Vila Nova de Gaia (Santa Marinha) – 30 147 osób
- Vilar de Andorinho – 18 155 osób
- Vilar do Paraíso – 13 878 osób